# Mimosa purpurascens
Mimosa purpurascens är en ärtväxtart som beskrevs av Robinson. Mimosa purpurascens ingår i släktet mimosor, och familjen ärtväxter. Inga underarter finns listade i Catalogue of Life.